# 효성헌황후
효성헌황후(孝聖憲皇后, 만주어: ᡥᡳᠶᠣᠣᡧᡠᠩᡤᠠ
ᡝᠨᡩᡠᡵᡳᠩᡤᡝ
ᡨᡝᠮᡤᡝᡨᡠᠯᡝᡥᡝ
ᡥᡡᠸᠠᠩᡥᡝᠣ Hiyoošungga Enduringge Temgetulehe Hūwangheo, 강희 31년 11월 25일(1692년 1월 1일) ~ 건륭 42년 1월 23일(1777년 3월 2일))는 뇨후루 하라 출신으로 만주 양황기인(鑲黃旗人, 만주어: ᡴᡠᠪᡠᡥᡝ
ᡤᡡᠰᠠ
ᡤᡡᠰᠠᡳ
 ᠨᡳᠶᠠᠯᠮᠠ Kubuhe Suwayan Gūsai Niyalma)이다. 청 제국 옹정제의 후궁이자 건륭제의 생모로, 아들 건륭제가 황위에 오르자 황태후로 책봉되었고, 사후 황후로 추존되었다. 시호는 효성자선강혜돈화성휘인목경천광성헌황후(孝聖慈宣康惠敦和誠徽仁穆敬天光聖憲皇后)이다.

## 생애
종4품 계급의 무직경관 전의 능주(典儀 凌柱)의 딸로, 옹정제가 옹친왕(雍親王)이던 시절에 그의 후궁인 측복진 이씨의 시녀로 일하다가 옹정제의 눈에 들어 친왕의 첩인 격격(格格)이 되었다. 1711년(강희 50년) 8월에 자신의 유일한 소생이자 옹정제의 넷째 아들 홍력(弘曆)을 출산하였으니, 이가 곧 훗날의 건륭제이다.
옹정제가 즉위하여 희비(熹妃)에 봉해졌으며, 1730년(옹정 8년)에 희귀비(熹貴妃)로 진봉되었다. 옹정제의 사후 아들 건륭제가 황위에 올라 황태후에 책봉되어 그 존호를 숭경황태후(崇慶皇太后)라 하였다. 또한 거처도 황태후의 처소인 자녕궁(慈寧宮)으로 옮겼다. 그녀의 친정아버지인 능주 역시 황제의 외조부로서 일등승은공(一等承恩公)으로 승격되었다. 건륭제는 어머니를 각별히 존경하여 남순에 항상 동행하였고, 어머니가 연로하여 여행을 할 수 없게 되자 남순을 중지하였다.
1777년(건륭 42년) 정월에 86세를 일기로 붕어하여 옹정제의 태릉(泰陵)에 안장되었다. 건륭제는 자신의 생모인 뉴호록씨를 간절히 기리는 마음으로 효성헌황후(孝聖憲皇后)로 추봉하였다.

## 존호
건륭제 즉위 후인 1735년에 숭경황태후(崇慶皇太后)라는 존호를 올렸다. 1737년(건륭 2년)에는 자선(慈宣), 1749년(건륭 14년)에는 강혜(康惠), 1750년(건륭 15년)에는 돈화(敦和), 1751년(건륭 16년)에는 유수(裕壽), 1755년(건륭 20년)에는 순희(純禧), 1761년(건륭 26년)에는 공의(恭懿), 1771년(건륭 36년)에는 안기(安祺), 1776년(건륭 41년)에는 영예(寧豫)를 추가로 올렸다. 최종 존호는 숭경자선강혜돈화유수순희공의안기영예황태후(崇慶慈宣康惠敦和裕壽純禧恭懿安祺寧豫皇太后)이다.

## 자녀
- 애신각라 홍력(愛新覺羅 弘曆) - 옹정제의 제4황자, 훗날의 고종 순황제(高宗 純皇帝, 건륭제)

## 같이 보기
- 입팔분공